# 2023年世界陸上競技選手権大会バルバドス選手団
2023年世界陸上競技選手権大会バルバドス選手団は、2023年8月19日から8月27日までハンガリーのブダペストで開催された第19回世界陸上競技選手権大会のバルバドス選手団。

## 選手団
- 人員: 選手 3人

## メダル獲得者
| メダル | 名前               | 種目     | 日付（現地） |
| ------ | ------------------ | -------- | ------------ |
| 銅     | サダ・ウィリアムズ | 女子400m | 8月23日      |

バルバドスが世界陸上競技選手権大会でメダルを獲得したのは、2022年の前大会で同じくサダ・ウィリアムズが獲得した銅メダルに続いて3回目。

## 選手名簿・結果
| 選手                   | 種目     | 予選     | 予選       | 準決勝    | 準決勝    | 決勝     | 決勝     |
| 選手                   | 種目     | 結果     | 順位       | 結果      | 順位      | 結果     | 順位     |
| ---------------------- | -------- | -------- | ---------- | --------- | --------- | -------- | -------- |
| デシャン・L・ボイス    | 男子400m | 途中棄権 | 途中棄権   | 予選敗退  | 予選敗退  | 予選敗退 | 予選敗退 |
| ジョナサン・ジョーンズ | 男子400m | 46秒03   | 37位 (7着) | 予選敗退  | 予選敗退  | 予選敗退 | 予選敗退 |
| サダ・ウィリアムズ     | 女子400m | 50秒78   | 8位 (1着)  | 49秒58 NR | 3位 (2着) | 49秒60   | 銅       |